# 梓橋

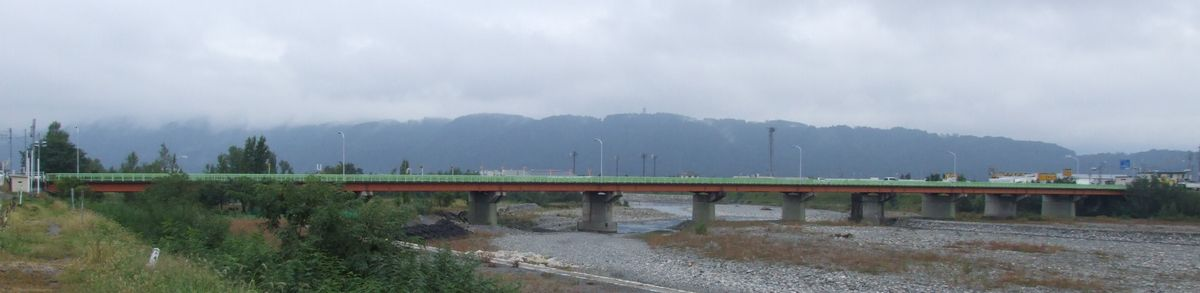
梓橋

梓橋（あずさはし）とは、長野県の梓川に架かる松本市島内と安曇野市豊科高家を結ぶ長野県道48号松本環状高家線の橋。1931年（昭和6年）に開通した。

## 橋の概要
本橋では渋滞が頻発しており、国道147号高家バイパスのアルプス大橋が開通し、本橋は国道147号から松本環状高家線へ変更されたが、渋滞は緩和されたものの依然残るため、中間部の75 mを拡幅して松本側右折車線の延伸を図る事業が2019年度（平成31年度・令和元年度）に事業化され、2022年（令和4年）3月18日に完成した。

### 特徴
本橋の形式はカンチレバープレートガーダー橋で、橋長269.7 m。

### 諸元
- 種別 - 鋼道道橋[1]
- 形式 - カンチレバープレートガーダー
- 橋長 - 269.7 m[1]
- 橋幅 - 5.5 m[1]（1986年に拡幅して9 mとなる）
- 支間 - 24.4 m×11連[1]
- 活荷重 - 三等橋
- 施主 - 長野県
- 橋梁設計 -
- 橋桁製作 - 三菱神戸造船所